# Юлдашев, Садриддин Ходжаевич
Садрутдин Ходжаевич Юлдашев (Sadriddin Xo’jaevich Yo’ldoshev) (22 февраля 1917, Ташкент, Сырдарьинская область, Российская империя — 24 апреля 1993) — советский и узбекский учёный в области хлопководства.

## Биография
Родился 22 февраля 1917 года в Ташкенте. Окончил Среднеазиатский государственный университет (1939).
- 1939—1941 ассистент кафедры ботаники Ташкентского педагогического института им. Низами.
- 1941—1948 директор школы в Среднечирчикском районе Ташкентской области.
- 1948—1971 аспирант, старший научный сотрудник, заведующий лабораторией, заместитель директора по науке, директор Института экспериментальной биологии растений.
- 1971—1972 академик-секретарь Отделения биологических наук АН УзССР.
- 1972—1976 директор Всесоюзного н.-и. хлопкового института (СоюзНИХИ).
- 1976—1985 вице-президент — председатель Президиума САО ВАСХНИЛ, одновременно заведующий лабораторией прогрессивной технологии возделывания хлопчатника СоюзНИХИ (1976—1984).
- 1984—1993 научный консультант Узбекского НИИ хлопководства.

Умер 24 апреля 1993 года.

## Научные работы
Основные научные работы посвящены анатомии, морфологии и физиологии хлопчатника. Автор свыше 200 научных работ. Имеет 3 авторских свидетельств на изобретения.
Сочинения:
- Влияние факторов среды на структуру куста и урожайность хлопчатника / соавт. М. Назаров; ВНИИ хлопководства и др. — Ташкент: Фан, 1976. — 150 с.
- Полегаемость хлопчатника и пути ее снижения / АН УзССР. Ин-т эксперим. биологии растений. — Ташкент: Фан, 1976. — 230 с.
- Густота и урожайность хлопчатника / соавт.: Г. А. Ибрагимов, С. М. Таиров. — Ташкент: Узбекистан, 1977. — 142 с.
- Сельское хозяйство Узбекистана на подъеме / соавт. А. С. Цамутали. — Ташкент: Узбекистан, 1981. — 64 с.

## Членство в обществах
- Академик ВАСХНИЛ (1978).
- член-корреспондент ВАСХНИЛ (1976).
- Член-корреспондент АН Узбекской ССР (1968).

## Награды и премии
Награждён орденами Трудового Красного Знамени (1976), «Знак Почёта» (1966), Дружбы народов (1981), медалью «За доблестный труд. В ознаменование 100-летия со дня рождения Владимира Ильича Ленина» (1970), 3 медалями ВДНХ, Почётная грамота Республики Узбекистан (1992).